# تپه دشتن A سیاخولک
تپه دشتن A سیاخولک در شهرستان املش، بخش رانکوه، روستای سیاخولک واقع شده و این اثر در تاریخ ۲ آبان ۱۳۸۲ با شمارهٔ ثبت ۱۰۶۵۴ به‌عنوان یکی از آثار ملی ایران به ثبت رسیده است.